# 长孙四娘
长孙四娘（592年—652年7月17日），河南洛阳人，北魏尚书令、司空、司徒、太尉、上党文宣王长孙稚的曾孙女，隋朝秦魏等八州刺史、上柱国、清都公长孙巠的孙女，隋朝绵赵等六州刺史、大将军、清都公长孙总的女儿。
长孙四娘嫁给了郭衍的儿子郭嗣本，被朝廷封为常乐郡君。郭嗣本归顺唐朝后被封为怀仁县开国公，长孙四娘也被册封为怀仁国夫人。永徽三年岁次壬子六月壬辰（652年7月17日），长孙四娘在长安城安兴里去世，虚岁六十一。皇帝下诏赐缣布二百五十匹，丧事所需的钱财都由国家供给。永徽三年十一月甲寅朔七日庚申（652年12月12日），长孙四娘合葬于雍州万年县铜人原郭嗣本之墓，墓志全称为《大唐故司农卿怀仁公夫人长孙氏墓志铭》，由其长子撰写，1997年由陕西省考古研究所在西安市灞桥区洪庆街道向阳公司工地发掘出土。